# Johan Devrindt
Johannes "Johan" Devrindt (ur. 14 kwietnia 1944 w Overpelt) – belgijski piłkarz grający na pozycji napastnika.
Z zespołem RSC Anderlecht zdobył czterokrotnie Mistrzostwo Belgii (1965, 1966, 1967, 1968) i raz Puchar Belgii (1965). W 1973 sięgnął po mistrzostwo swego kraju z Club Brugge.
W latach 1964–1975 rozegrał 23 meczów i strzelił 15 goli w reprezentacji Belgii. Wystąpił na mistrzostwach świata 1970.